# Redakcja

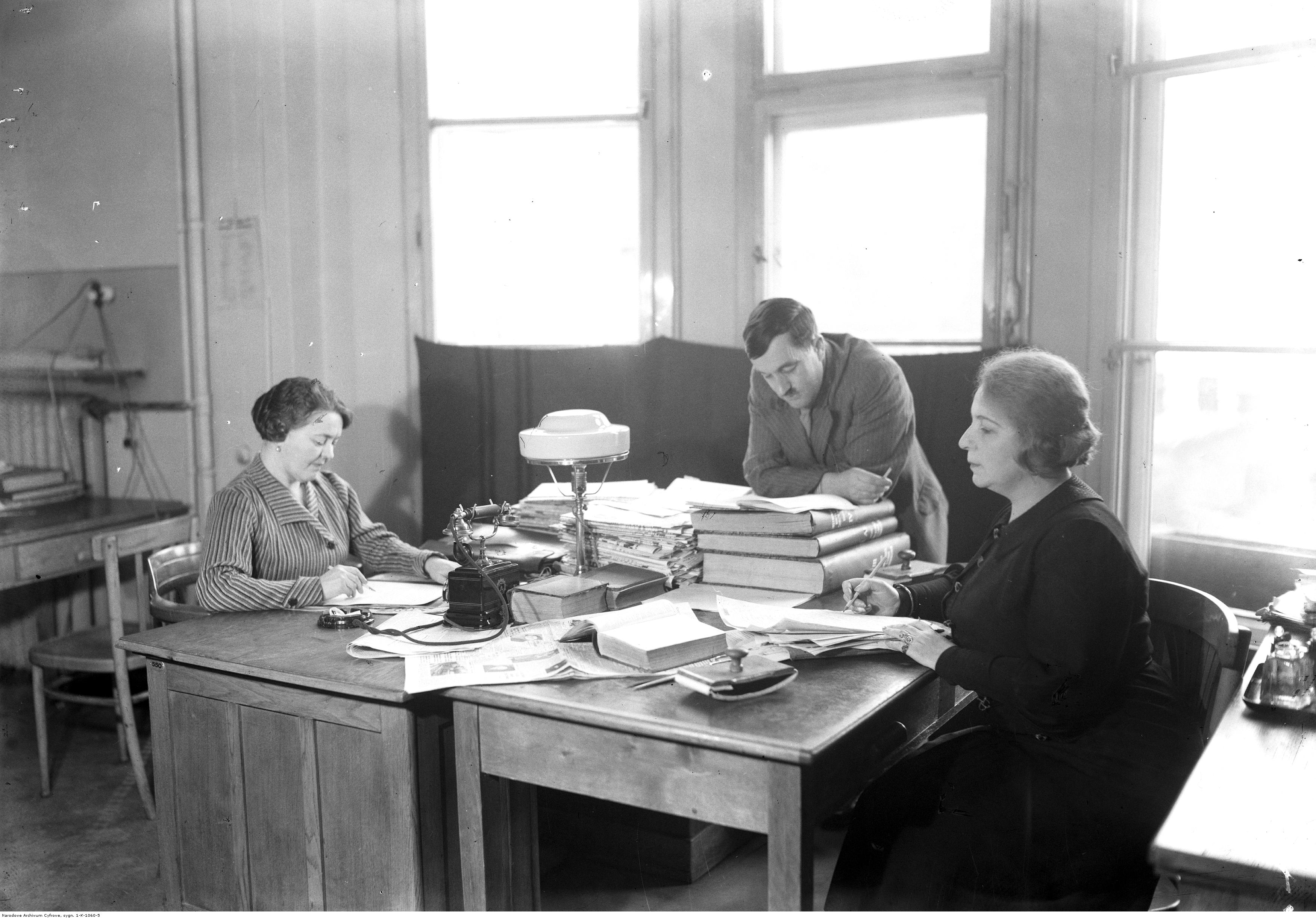
Redakcja prasowa, 1935

Redakcja (łac. redactus; p.p. od redigere „odnosić, zbierać, układać”) ma wiele znaczeń:
1. Jako rzeczownik utworzony od czasownika „redagować” słowo to oznacza dokonywanie zmian redakcyjnych w tekście, czyli jego redagowanie. Czynność ta obejmuje opracowywanie tekstu poprzez nanoszenie poprawek stylistycznych, gramatycznych i innych; przygotowywanie tekstu do publikacji.
2. Wariant tekstu; efekt jednej z faz pracy autora lub redaktora.
3. Zespół dziennikarzy, który przygotowuje treści i formę materiałów prezentowanych w środkach masowego przekazu, a także miejsce, w którym zespół ten pracuje. Wewnątrz redakcji danego periodyku, stacji radiowej czy telewizyjnej, serwisu internetowego itp. istnieją wydzielone zespoły tematyczne (np. redakcja sportowa lub redakcja ekonomiczna) lub odpowiadające za konkretny program (np. redakcja programów informacyjnych programu 1 TVP lub redakcja audycji „Pegaz”). W rozumieniu ustawy z dnia 26 stycznia 1984 r. Prawo prasowe (Dz.U. z 2018 r. poz. 1914), redakcja jest jednostką organizującą proces przygotowywania (zbierania, oceniania i opracowywania) materiałów do publikacji w prasie (art. 7 ust. 2 pkt 8), a kieruje nią redaktor naczelny.